# Mount Dewar
Mount Dewar ist ein etwa 1600 m (nach Angaben des UK Antarctic Place-Names Committee rund 1500 m) hoher Berg im ostantarktischen Coatsland. Er ragt südwestlich des Aronson Corner im Pioneers Escarpment der Shackleton Range auf.
Erste Luftaufnahmen entstanden 1967 durch die United States Navy. Der British Antarctic Survey nahm zwischen 1968 und 1971 eine Vermessung vor. Das UK Antarctic Place-Names Committee benannte den Berg 1971 nach dem britischen Physikochemiker James Dewar (1842–1923), der 1892 die erste funktionstüchtige Thermosflasche entwickelte.